# Кызылтау (аульный округ Карима Мынбаева)
Кызылтау (каз. Қызылтау) — село в Шетском районе Карагандинской области Казахстана. Административный центр и единственный населённый пункт сельского округа имени Карима Мынбаева. Код КАТО — 356469100.

## Население
В 1999 году население села составляло 528 человек (261 мужчина и 267 женщин). По данным переписи 2009 года, в селе проживали 352 человека (169 мужчин и 183 женщины).